# 지방제도
지방제도 또는 지방자치제도는 지방자치를 위하여 지방단체의 정치적·법률적 지위와 성격 등을 규정하고 있는 국가의 제도를 중앙정부와 한 제도이다.

## 지방제도와지방자치의 관계
현대국가는 통일적인 중앙집권국가이지만 국내 전역을 국가의 직할지로 하여 중앙정부가 임명하는 관리를 통해 일원적으로 통치하는 제도가 채택되고 있는 것은 아니다. 이러한 통치방식은 국가기구가 팽창·복잡해짐으로써 경비가 현저하게 증대하는 등 통치기술의 면에서도 불가능하며 또한 중앙정부가 임명하는 관리는 각 지방의 사정에 어두울 뿐만 아니라 지역의 의향보다 중앙의 방침을 더 존중하게 되기 쉬우므로 지역민의 반발을 불러일으켜 오히려 통치의 안정을 기하기 어려운 면이 있다. 그래서 형태와 내용에는 나라에 따라 차이가 있지만 국내를 다수의 지방단체로 구분하여, 각 지방단체에 일정 범위의 자치권을 부여하고 그 지역을 관리시키는 것이 통례로 되어 있다. 이러한 정치형태를 '지방자치'라고 하며 이 지방단체의 정치적·법률적 지위와 성격 등을 규정하고 있는 국가의 제도를 중앙정부와 구별해서 일반적으로 지방자치제도라고 부른다.

## 근대국가의 형성과 지방제도
일반적으로 말해서 근대국가의 지방자치제도는 역사적으로 중세에 자치권을 누렸던 도시·길드·봉건귀족 및 기타 폐쇄적인 여러 특권세력의 분립상태를 절대군주가 타파해서 일반적인 중앙집권국가를 형성해 가던 과정에서 생겨난 것이다. 절대군주에 의한 국가의 통일로, 그 이전에 여러 세력이 보유하고 있던 각종 특권은 국가의 속성의 하나로 되고 지방마다 토지와 주민을 직접 지배하던 종래의 특권 제 세력은 통일국가를 구성하는 지방단체로 전화하여 국가의 지방말단기관이 되었다. 근대국가의 지방제도는 이러한 지방단위를 규제하는 국가의 통치제도로서 형성된 것이다. 구특권세력은 국가에 종속되기는 했으나 여전히 각기 지방에서 영향력을 보지하고 있기 때문에 그것 자체가 원래 특권세력의 하나였던 절대군주가 전국을 통일했다 해도 이러한 특권세력들을 완전히 통제할 만큼 기초가 강력하지는 못했다. 그래서 절대군주는 한편으로 중앙집권국가에 일체의 공권력을 집중시키고 그 권력을 확대시키기 위한 수단을 제도화시키려고 하면서 또 한편으로는 통치의 안정을 기하기 위해 지방단체에 일정범위의 권한을 주어서 그 지방의 관리를 구특권세력에 맡김으로써 국가에 대한 잠재적 반항을 약화시키려고 했다. 따라서 근대국가의 지방제도는 국가의 지방말단을 규제하기 위한 제도이지만, 중앙정부가 각 지방을 직접 통치하지 않고 각 지방단위가 각각 지방의 실정에 따라 독자적으로 관리하는 형태, 다시 말해서 자치의 형태를 정한 것이라고 말할 수 있다. 그러나 이 경우의 자치는 중세의 특권세력이 보유하고 있던 것과 같은 절대적인 것이 아니고, 국가의 통일을 침해하지 않는 범위의 상대적인 것에 불과하다.

## 근대적 지방제도의 수립
절대주의적인 중앙집권국가의 형성으로 봉건적인 제 특권이 해체 내지 파기되었으나 그것은 오히려 그때까지 제 특권세력의 수탈의 대상이 되어 있던 지방민에게 시민의 특권을 자각시키는 결과를 낳았다. 이 의미에서는 절대주의국가가 시민계급을 봉건적 구속에서 해방시키는 역사적 역할을 했으나 절대군주와 통일국가 밑에서 지방단체를 관리하는 구세력은 여전히 봉건적 기반 위에 자리를 잡았으며 그들의 공권력에 의한 자의적인 지배가 시민계급이 요구하는 사적 권리를 부당히 침해하게 되었다. 그래서 사회와 경제의 발전에 대응하여 시민계급이 각 지방마다 지방단체내에서의 종래의 구속을 타파하여 사회의 근대화를 추구하면서 구세력이 관리하는 지방단체를 시민의 대표로서 구성하는 자치적인 지방단체로 전화시켜 갔다. 이러한 시민계급의 운동을 통해 국가 전체의 정치적 동질화가 진행되어 소위 시민국가로 전화되고 근대국가의 정치제도로서 의회제도가 확립되기에 이르렀다. 이 의미에서 지방제도는 국가통치의 제도인 동시에 시민의 자발성과 창의에 의해 정부를 창조하는 자치의 무대로서의 역할을 했다고 말할 수 있을 것이다. 지방자치가 의회민주주의의 기초라고 하는 것은 이러한 시민계급의 오랜 정치적 경험이 있기 때문이다.

## 분권형·집권형
근대적인 의회제도하의 지방제도는 대체로 19세기에 확립되었으나 모든 국가에서 반드시 똑같은 형태로 전개된 것은 아니다. 그리고 각각 다른 통일국가의 형성 및 의회제에로의 전환과정의 역사적·정치적·사회적 제 조건에 따라서 지방제도의 성격과 내용에는 큰 차이가 있다. 그러나 대별하면 영국이나 미국처럼 지방문제는 될수록 해당 지방주민의 자치로 처리시키려는 분권형과 독일·프랑스·한국처럼 지방단체에 대해서 중앙정부가 엄중히 감독 내지 통제를 하는 집권형의 두 가지로 분류될 수 있다. 이 두 가지 유형의 차이로는 다음과 같은 점들이 지적될 수 있다.
첫째, 지방단체에 대한 권한부여의 형태가 다르다. 분권형의 경우에는 필요에 따라 국회(미국에서는 주의회)가 제정하는 법률에 의해 지방단체가 개별적으로 권한을 취득한다. 이에 대해 집권형의 나라에서는 지방단체에 포괄적인 권한이 부여된다. 그러나 실제의 권한행사에 있어 분권형의 나라에서는 지방단체가 주어진 권한의 범위 내에서는 자주적인 처리를 할 수 있는 데 반해 집권형의 나라에서는 권한을 행사함에 있어 지방단체는 중앙정부의 허가를 받아야 한다. 따라서 분권형은 자치권의 범위가 좁은 것 같으나 실제로는 지방단체의 자치성이 강하고 집권형은 이와 반대로 되어 있다.
둘째, 중앙정부의 지방단체에 대한 감독방식에 차이가 있다. 분권형의 나라에서는 국회가 제정하는 법률에 의해 지방단체의 권한이 명확히 정해지며, 지방단체의 직무집행에 있어서 위법이나 월권이 생길 때에는 재판으로 이것이 시정된다. 따라서 자치권의 내용은 중앙행정기관의 해석이 아니라 재판의 판례에 의해서 정해진다. 이에 반해서 집권형의 나라에서는 중앙정부가 허가·인가 등의 수단에 의해 행정적으로 지방단체를 감독하며 입법이나 재판을 통한 통제는 2차적인 것에 머물러 있다. 이러한 행정감독이 강화되며 지방단체는 자주성이 약해져서 국가의 하부기관에 가까운 존재가 되어 버린다.
셋째, 지방단체의 정부구조에 차이가 있다. 분권형의 경우 영국에서는 의회가 동시에 집행기관이며 집행기관이 의회로부터 독립해 있지 않다. 영국과 달리 미국에서는 의회와 집행기관이 분리되어 있으나 전통적으로 의회가 중심기관으로서 발달해 왔다. 분권형의 나라에서는 지방의회가 중심이 되어서 발달해 온 데 반해서 집권형의 나라에서는 의회와 집행기관이 각기 독립되고, 집행기관이 의회에 대해서 우위를 누리고 있다. 오히려 중앙정부가 집행기관에 대한 강력한 행정감독을 통해서 지방을 지배하려 하는 것이다.

## 지방제도의 변모
의회제도를 전제로 한 지방제도의 공통점은 그것이 자치의 형태를 취하고 있으면서도 주민 전체가 참가할 수 있는 성질의 것이 아니고 선거권의 제한으로도 알 수 있듯이 유산계급에 의한 자치였다는 사실이다. 또한 지방단체가 직접 실시하는 업무의 영역도 매우 한정된 것이었고 지방제도 그 자체도 오늘과 같이 정비되어 있지 못했다. 그러나 그 후 공업화의 진전에 따른 사회적·경제적 제 조건의 변화는 19세기적 지방제도의 구조적 개혁의 필요를 낳았다. 즉 공업화로 인한 인구의 도시집중화 특히 도시와 공업지대에서의 빈민층의 증가, 범죄의 격증, 전염병의 유행 등 제반 사회문제까지 표면화하여 거기에 대응한 노동운동이나 각종 사회운동이 널리 전개되었다. 이러한 사태에 직면하여 기존의 중앙 및 지방의 체제 개혁이 필요하게 된 것이다. 그래서 종래에는 사인의 문제 내지는 사회적 차원의 문제로서 취급되어 온 경제활동이나 생활의 영역에 중앙 또는 지방정부가 개입하거나 무산계급에 선거권을 주는 일이 국가체제의 유지를 위해서 불가피한 과제로 되었다. 20세기에 들어와서 정부의 기능이 확충되고 대중의 정치 참여가 실현됨에 따라 19세기에 형성된 지방제도의 성격과 내용은 분권형·집권형을 막론하고 다음과 같이 변천해 왔다.

### 중앙통제의 강화
근대적인 지방제도의 특색은 각 지방단체가 지방적인 문제를 독자적으로 처리한다는 데 있었다. 그러나 종래에는 사회적인 차원에서 처리되던 업무가 중앙 또는 지방정부의 업무가 된 결과, 그 내용은 지방단위마다의 특수성을 넘어 일반적인 성격을 띠게 되었다. 그래서 교육문제·복지문제와 같은 행정내용이 지방별로 크게 달라서는 안 되게 되고 전국적으로 일정한 수준 이상의 행정의 실시가 요구되기에 이르렀다. 지방단체가 실시하는 행정의 내용은 중앙에서 표준을 제시하는 것이 많아지고 지방단체가 독자적으로 처리할 수 있는 업무의 범위는 축소되고 있다. 특히 중앙통제의 강화를 불가피하게 하고 있는 중요한 요인으로 지방단체의 재정난이 있다. 지방단체의 행정기능의 증대는 당연히 그 경비를 증가시켰지만 지방단체의 재원은 거기에 병행해서 증대하지는 않는다. 더구나 경제력의 지역간 격차로 지방단체의 재정력이 균등하지 않아 일정 수준의 행정을 실시하는 데는 재원이 부족한 지방단체가 생기게 마련이다. 그래서 지방단체는 국가로부터의 재정원조를 기대하고 거기에 의존할 수밖에 없게 되었다. 결국은 국가의 재정조치에 의해 지방단체의 활동이 좌우되며 그러한 재정원조를 통해서 지방단체에 대한 중앙정부의 간섭도 강화되고 있다. 형식적으로는 현재의 지방단체는 독자적인 행정을 할 수 있는 제도가 되어 있으나, 실제로는 개개의 업무를 통해서 권한과 재정 면에서 지방단체는 중앙정부의 통제를 받는다. 분권형의 나라에서도 이러한 중앙통제는 종전의 입법과 사법에 의한 통제보다도 중앙관청에 의한 행정통제의 형태로 이행하고 있다. 이와 같은 사태하에서 지방자치의 위기와 새로운 중앙집권의 강화현상이라는 비난이 일어나 새로운 문제가 되고 있다.

### 집행기관의 강화
근대국가에서는 당초 지방단체의 엄무가 적었고 업무의 내용도 비교적 단순하여 공무의 전문가를 따로 둘 필요가 없었다. 지방단체의 업무는 일반시민의 대표로서 공무에는 서툰 의원으로 구성되는 의회에서 처리할 수 있었다. 그러나 정부활동의 폭과 깊이가 확대되고 지방단체의 업무도 전문화됨과 동시에 항상 계속적인 처리가 필요하게 되자 의회만으로는 그 효과적인 처리를 기할 수 없게 되었다. 그래서 직업공무원의 수가 늘어나고 이들로서 구성되는 집행부문이 점차 정책의 입안과 집행에 있어 중요한 역할을 하게 되었다. 지방단체의 정책은 공식으로는 의회에서 결정되므로 의회는 여전히 지방단체에서 중요한 지위를 차지한다. 그러나 의회의 결정은 집행기관이 제출한 안에 대해서 찬부를 표명하는 것에 그치는 예가 늘어나고 있다. 지방단체는 종래의 의회 중심에서 집행부문이 우위를 차지하는 체제로 전환되는 과정에 있다. 그런데 의회는 선거를 통해서 주민의 비판과 감시를 받고 있으며 때로는 주민의 소환의 대상이 되기도 한다. 그리고 의회는 민주화의 세례를 받고 있으나 집행부문의 구성원인 직원은 주민의 선거로 선출되는 것이 아니며 제도상으로는 직접 주민의 통제를 받지 않는다. 다시 말해서 집행부의 직원은 주민의 의사를 무시하고 행정문제를 처리할 수도 있는 것이다. 이렇게 집행부의 직원이 점차 지방단체의 행정에서 중요한 역할을 하게 되었으므로 거기에 대한 주민의 민주적 통제를 어떻게 구체화할 것인가가 오늘날 중요한 과제로 되었다.

### 지방단체와 주민의 소원
정부활동의 내용과 폭이 확대되었다는 것은 그만큼 주민의 생활이 정부활동에 더 의존하게 되고 그것과 떨어져서는 생활이 불가능하게 되었다는 것을 의미한다. 그러나 주민은 행정의 내용이 전문화되어 이해하기 어려워지고 도 지방단체의 관청기구가 팽창해서 행정의 운영이나 수속절차가 복잡해졌기 때문에 지방단체에 대해서 소원감을 느끼게 되었다. 또 주민의 이동도 심해지고, 주거와 직장과의 지리적 거리가 멀어지고, 직업과 이해관계가 다양해졌기 때문에 전과는 달리 주민의 지역단위별 통제가 약해지고 또 주민 사이에 지역적 연대감도 약해지게 되었다. 그 결과 지방단체의 활동이 주민생활에 대해서 중요한 의미를 갖게 된 사실에도 불구하고 주민은 지방단체와의 사이에 거리를 느끼게 되었다. 실제로는 대중사회의 다양화한 의사를 통합하기보다는 오히려 개개의 이해관계자가 조직적으로, 그렇지 않으면 유력자를 통해서 자기들에게만 유리할 수 있도록 지방단체에 대해서 공작하는 경향이 강해지고 그 결과로서 형성되는 특수한 정치적 관계가 부정과 오직을 낳게 되었다. 시민계급만이 정치에 참여했던 단계에서는 비교적 순조롭게 기능을 발휘하던 대표제가 널리 일반주민의 정치참여가 제도화된 지금은 오히려 형식적인 것으로 되어 지방단체와 주민 사이의 의사소통이 잘 안 되어 주민은 행정의 대상으로 밖에는 취급되지 않게 되었다. 앞에서 지적한 경향과 더불어 자치의 유명무실화와 주민부재의 행정이 행해지기 쉬운 상황하에서 지방단체에 대한 주민의 관심을 높이고, 주민이 자주적으로 지방단체의 활동을 비판하고, 지방단체를 개선해 나가기 위해서는 어떻게 할 것인가 하는 문제가 오늘날 제기되고 있다.

## 지방제도의 재편성
지방제도의 변모에 직면해서 현재 모든 나라에서 지방제도는 근본적인 재편성이 강요되고 있다. 분권형의 전통이 강한 나라와 집권형의 전통이 강한 나라 사이는 물론 모든 개개의 나라 사이에 문제의 성격과 그 처리방법에 차이가 있으나 현재 각국에 공통되는 문제는 다음과 같다.

### 광역행정의 요청
근대적인 지방제도가 처음 형성된 단계에서는 지방단체의 업무량도 적었었고 또 현재처럼 사회가 유동적이 아니었으므로 행정의 처리라기보다는 오히려 지방의 특수성에 즉응해서 지방주민을 정치적으로 통합하는 것이 지방단체를 설정하는 중요한 요건이었다. 따라서 종래의 관행이나 주민과의 유대 등을 고려해서 지방단체는 대체로 규모가 작았다. 그러나 지방단체의 업무량이 증대하면 그것을 처리할 행정·재정능력이 중요해지고 또 주민이나 재물의 이동이 광역에 미치게 되면 그것을 대상으로 하는 행정을 적절히 처리하기 위해서는 광역단위의 지방단체가 필요하게 된다. 따라서 소규모 지방단체가 다수 분립(分立)해 있어 대규모의 사업수행과 광역적인 행정사무의 처리에 지장이 생겨 지방단체의 규모확대가 요청되기에 이르렀다.
그러나 지방단체는 자치권이 있는 정치적인 조직체이며 주민의 정치 참여로 운영되는 자치체이다. 따라서 지방단체의 규모확대 즉 지방단체의 통합·합병은 지방단체와 주민과의 관계를 보다 간접적인 것으로 만드는 결과를 낳아, 주민의 정치참여도가 낮아지고 지방단체에 관료주의적 성격이 생기게 된다. 이러한 주민자치의 관점 이외에 주민의 특정이해에 대한 애착심과 기존 정치세력이나 정당의 지반과 관계되는 사정 등이 있어 지방단체의 규모를 확대시킨다는 것은 쉬운 일이 아니다. 그러나 엄연한 행정상의 요청을 무시한다는 것은 있을 수 없는 일이므로 모든 나라에 있어서 지방단체의 통합·합병 및 그 이외의 여러 가지 방식이 추진되고 있다. 개개의 행정목적에 즉응한 행정구획을 설정해서 지방단체와는 별개의 기관 또는 공사를 설립한다거나 관계 지방단체들이 협력해서 개개의 행정문제를 처리하는 것도 그러한 방식의 하나이다.
또 2차대전 직후의 영국에서 채택된 것과 같은 하위의 지방단체의 권한을 상위의 지방단체에, 상위지방단체의 권한을 중앙정부에 이양하는 업무의 재분배방식도 있다. 전자의 경우는 행정체계를 복잡하게 하고 업무의 횡적 조정을 곤란케 한다는 폐단이 있고, 후자는 지방단체의 자치권을 한층 축소시킨다는 난점이 있다. 일반적으로 말해서 중앙집권화의 경향 아래에서는 하위지방단체보다는 상위지방단체의 역할이 커진다. 그래서 대도시지역과 농촌의 경제적 격차를 좁히고 전국적인 관점에서 대도시권의 정비와 농촌지방의 개발이 중요한 정치과제가 된 2차대전 후에는 상위지방단체의 소규모성과 이들 지방단체 상호간의 규모의 불균형이 그러한 정책을 추진하는 데 장해가 되어서 그의 재편성이 리저널리즘(regionalism：국가와 상위지방단체의 중간행정체의 구상)의 문제로서 제기되고 있다.
이러한 지역적인 단체를 현재의 상위 지방단체를 재편성한 자치제로 하는가, 또는 국가의 행정기관으로 하는가, 아니면 이 양자의 중간적인 성격의 것으로 하는가, 그리고 이러한 지역적인 단체의 설치가 국가행정과 하위지방단체 내지 주민의 자치 참여에 어떠한 영향을 미칠 것인가가 오늘날 큰 문제점으로 되고 있다. 어쨌든 행정기능의 확대에 대응한 지방단체의 재편성은 중앙집권과 관료행정의 강화라는 방향으로 진행되기 쉽다. 그러므로 현대행정의 요청에 대응하면서부터 주민의 정치 참여가 가능한 민주적 지방제도의 재편성이 점차 각국 공통의 과제가 되고 있다.

### 관리체제의 개선
지방단체의 행정기능의 확대는 집행기관의 강화와 행정직원의 수 및 관청조직의 팽창을 수반했다. 또 행정이 전문화·분화되어 온 결과 각 행정부문이 타부문의 의사나 영향을 무시하고 각기 자체에 유리하게 행정을 하는 파벌주의의 폐단이 표면화했다. 더구나 이러한 폐단은 각 행정부문과 거기에 관계되는 주민 내지 이익단체 사이에 직접적인 이해관계가 성립되기 쉬우므로 한층 더 커진다. 그래서 개별적인 행정업무를 횡적으로 조정하여 종합적인 계획에 의거하여 행정을 추진할 필요가 생기게 되었다. 이것을 위해서 지방단체의 장의 조정기능을 보좌하는 스태프기구로서 계획작성과 예산편성 및 인사관리와 정보를 담당하는 부문이 정비·강화되기에 이르렀다. 또 그러한 종합적 조정을 위한 기술의 개선·개발이 추진되고 컴퓨터의 동원도 고려되고 있다.
그러나 이러한 개혁은 종래의 관행이나 현재의 이해관계와 충돌하며 또한 종합적인 행정처리에는 제반준비가 필요하므로 쉬운 일이 아니다. 우선은 관리체제부터 확립해서 지방단체의 장의 지도력 발휘를 가능케 하는 것이 당면한 과제이다. 또 직원수의 팽창은 인사관리의 문제와 더불어 인건비의 증가를 수반하므로 그 절감이 문제가 된다. 그러나 직원은 공무에 종사한다고는 하나 그것을 직업으로 하는 임금생활자이므로 임금이나 근무조건이 나빠서는 유능한 직원을 확보할 수 없다. 그러므로 인건비를 절약하면서 동시에 능률을 높이기 위해 기계의 도입과 사무처리방법의 개선 등을 통해 지방단체의 조직과 운영의 합리화를 추진하게 되었다. 그러나 이러한 합리화는 직원의 사기에 악영향을 미치므로 직원 또는 그 노동조합의 강한·반발을 사고 있다. 공무의 효율적인 운영방식과 직원의 노동문제를 어떻게 조절할 것인가는 오늘날 중요한 문제로 되어 있다.

### 주민의 정치참여
지방단체는 자치단체라고는 해도 현재 미국의 뉴잉글랜드 지방에서 행해지고 있듯이 주민 전체가 참가하는 주민총회가 지방단체를 운영한다는 것은 현실적으로 곤란한 일이다. 따라서 선거에 의해 선출되는 지방단체의 장·의원 및 기타의 공직자를 통해서 지방단체를 운영하는 대표제가 취해지고 있다. 그리고 이 대표제를 보완하는 방식으로 미국처럼 정책의 입안, 정책을 승인하는 주민투표, 의회의 해산이나 공직자의 해임 등의 직접민주주의의 수단을 제도화하고 있는 나라도 있다.
그러나 행정기능이 증대하고 그 내용이 전문화·대중사회화된 오늘날 주민은 사실상 행정의 대상 내지 수동적인 수익자로서 취급되며 실질적인 정책결정과정에서는 멀어지고 있다. 결국 지방단체의 행정은 관청기구가 중심이 되어 추진되고 있으나 이 행정이 주민의 생활과 직접·간접으로 관계되어 있으므로 주민의 이해와 협력이 없이는 행정의 효과를 올릴 수 없다. 그래서 주민과의 거리를 좁히고 상호 의사소통을 기하기 위해 지방단체는 홍보활동을 하기에 이르렀다. 또 정책의 입안과 집행과정에 주민의 의사를 반영시키기 위해 각종 심의기관을 설치하고 공청회와 간담회를 개최하며 여론조사를 실시하고 있다.
그러나 이러한 방식도 지방단체의 사정으로 무시되거나 형식적으로 이용되는 경우가 많다. 따라서 주민이 지방단체의 정치에 참여해서 그 의사를 정책에 반영시키는 동시에 그 시행과정을 감시하는 것이 지방단체의 민주적 운영을 보장하는 열쇠가 된다. 20세기 초의 미국 각 도시에서의 시민의 시정개혁운동이 시정부의 조직과 운영의 개선을 결과시키고 또 주민의 비판과 요구가 행정기능의 확대를 초래한 것처럼 주민의 자치에 대한 작용이 중앙집권화의 경향 아래에서 지방단체를 재생시키는 원동력이 된다. 이런 의미에서 주민의 관심을 불러일으키고 주민의 다양한 의사를 통합해서 운동을 추진하는 자발적인 조직이나 정당의 지역활동이 중요해지고 있다.

## 각국의 지방제도

### 영국의 지방제도
영국은 '지방자치제의 모국'이라고 불리는 나라이다. 영국에서는 국가의 통일이 비교적 일찍 이루어져 강대한 왕권이 성립되고 또한 유럽 대륙의 다른 나라들처럼 봉건적인 신분제가 고정화되어 있지 않았다. 11세기에 노르만 왕조(1066-1154년 노르만인의 중앙집권적 왕조)에 의해서 중앙정부가 창설된 이래 국가는 지방주민과의 타협과 지방주민의 이용을 통해서 통치되었다. 영국의 지방제도의 역사적 특색은 대륙 제국처럼 왕의 관료가 지방단체를 통제한 전통이 없다는 데 있다. 노르만 왕조는 고대로부터 내려온 지방구획인 카운티에 중앙정부가 임명하는 셰리프(주장관)를 파견하여 그를 통해서 지방의 제후를 통괄했다.
셰리프는 카운티에서 재정·군사·사법·경찰 등의 행정에 관해서 광범위한 권한을 누리는 동시에 주회를 사회하기도 했다. 그 후 중앙정부의 권력이 확대됨에 따라 사법은 왕의 재판소로 이양되었으나 셰리프의 권한도 증대하고 카운티는 국가의 지방통치의 단위가 되었다. 13세기 중엽부터 왕은 재정상의 필요에서 카운티의 대표를 중앙에 불러서 과징금을 거두어들이는 제도를 만들었다. 이것이 의회였다. 셰리프는 카운티의 유력자인 기사를 카운티의 대표로 임명하여 의회에 보냈다. 이렇게 해서 중앙정부가 임명하는 관리인 셰리프가 정치적·행정적으로 중앙정부와 지방단체 사이에서 교량역할을 했다. 그러나 14세기에 들어와서는 종래 국왕이 직접 임명하던 셰리프를 카운티의 주민 사이에서 선출하게 되었고 이러한 셰리프에게 재판의 권한이 주어졌다.
이것이 치안판사이다. 치안판사에 취임하는 자는 대부분의 경우 카운티를 대표하는 의원과 동일인물이든가 아니면 토지귀족 또는 그것에 준하는 계급의 인물이었다. 봉건제도의 붕괴와 더불어 치안판사는 국가의 강력한 지방관으로서 국가의 통합기능을 수행했는데 이 지방기관에는 의회의 의원으로 선출되는 지방유력자를 임명하여 국가의 통일과 지방의 자치를 유기적으로 관련지어, 그 결과 대륙 제국처럼 중앙정부의 관료통제를 경험하지 않아도 되었다.
산업혁명에 수반한 사회적·경제적 변동과 시민계급의 대두에 의해 시민계급의 정치적 진출을 가능케 한 1832년의 의회개혁을 배경으로 1834년에 구빈법 개정이 실시되었고 1835년에는 도시단체법이 제정되어 지방의 행정권은 치안판사의 손에서 시민계급으로 옮겨지고 동시에 지방단체는 의회가 제정하는 일반법의 규제를 받게 됨으로써 근대적인 의회제도하의 지방제도로 전환되었다. 그 후 지방제도는 점차 정비되어 1888년에 제정된 지방단체법에 의해 영국은 런던을 제외하고 카운티와 카운티 뮤니서펄 버로(County municipal borough：특권자치도시)로 구분되고 카운티는 도시구와 농촌구로 세분되었다. 그 후 일반적인 지방단체와는 별개의 지방단위로 처리되던 교육과 구빈행정도 1929년까지에는 일반적인 지방단체에 이양되어 현재와 같은 지방자치제가 성립되었다. 런던은 1888년의 법률로 런던시와 28개의 자치구(Metropolitan borough) 및 양쪽을 모두 포괄하는 런던주(London County)라는 2중구조의 지방자치체계 속에 놓였다.
지방단체의 기관으로서는 유권자가 선출하는 의원을 중심으로 구성되는 의회가 의결기관인 동시에 집행기관이 되어 있다. 이러한 분권적인 지방제도도 20세기에 들어와서 행정기능이 확대됨에 따라 지방단체의 재원부족에 대한 국고보조금의 지급이 증대하면서 지방단체에 대한 중앙정부의 행정통제가 행해지게 되었다. 그리고 규모가 작은 지방단체로서는 증대일로의 행정업무를 처리하는 것이 곤란하다고 하여 지방단체의 재편성이 지방제도개혁의 중심문제가 되고 있으나 지방단체의 반대가 심하므로 지방단체의 재편성은 암초에 부딪치고 있다. 그래서 지방단체의 체계는 그대로 두고 개개의 행정목적을 처리하는 특별한 기관이나 중앙정부의 출장기관을 설치하려는 경향이 강해졌다. 2차대전 말기부터 그 직후의 시기에 노동당정부는 국유화와 사회보장의 정책을 추진시키기 위해 하위지방단체의 권한을 상위지방단체에 이양시키고 상위지방단체의 권한을 중앙의 각 부처에 이양시켜서 그것을 각 부의 지방행정기관을 통해서 처리하게 하려고 했다. 이러한 중앙집권화의 경향은 그 후에도 약화되지 않고 있다. 이러한 면에서 전통적으로 분권적인 영국의 지방제도도 중앙집권화의 위기에 직면하고 있다고 할 수 있다.
그래서 지방자치를 재생시키기 위한 개혁방안으로 주장된 것이 전통적인 도시와 농촌을 구분한 1888년 이래의 카운티와 카운티 버로 제도 대신에 카운티 및 카운티 버로와 국가의 중간단계에 도시와 농촌을 포함하는 지역단위의 광역자치제를 설정하자는 주장이다. 2차대전 후의 영국의 국제적인 경제적 지위의 저하와도 관련해서 국내의 경제개발을 추진시킬 필요 때문에도 지역적인 정부 단위의 설치는 요망되고 있으나, 이에 대한 반대는 강하고 그 실현은 용이한 일이 아니었다. 이러한 상황하에서 종래의 런던주에 대체되는 대런던 자치제(Greater London Council)가 1965년 4월에 발족했는데, 이것이 영국 최광역자치체이다.

### 미국의 지방제도
신대륙인 미국은 유럽 제국과는 달리 절대군주에 의해서 국가가 통일된 역사가 없다. 우선 시읍의 건설로부터 출발하고 시읍이 모여 주를, 주가 모여 연방을 형성한 국가이다. 이러한 역사적 조건과 서부의 개척지로 상징되는 광대한 국토를 보유하는 지리적 조건 및 개척지에서 볼 수 있는 주민의 자주·자립과 협력이라는 자치의 전통이 미국의 지방제도의 성격에 큰 영향을 미치고 있다. 미국은 이러한 조건하에서 유럽에서 받아들인 근대국가의 정치제도와 이념을 유럽 이상으로 발전시킬 수 있었고 구체화하는 것이 가능했다.
특히 지방제도에 있어 여러 가지 새로운 제도와 이념을 구체화시키기 위한 '실험실'로서의 역할을 해 온 데에 미국적 특색이 있다. 독립 이전의 식민지시대에는 영국 이민과 그 자손의 손으로 지방제도의 기초가 마련되었다. 이주민의 질과 이주지의 기후·풍토 등에 따라 제도도 달랐지만 도시에서는 식민지총독이 내리는 헌장에 의해 자치기관을 설치하는 것이 관례였다. 그러나 이러한 헌장을 갖지 않는 자치제도 많았다. 특히 뉴잉글랜드 지방에서는 지방공동업무를 처리하기 위한 자치기관을 설치하지 않고 처음부터 자유민 전원의 총회에서 업무를 처리하는 가장 자치적인 민주정치를 실시했다. 독립 이후에는 종래, 식민지총독이 부여하던 헌장은 주의회의 입법절차에 의하게 되고, 지방단체의 창설·폐지도 주의회의 입법에 의하게 되었다. 그래서 주마다 지방자치의 형태가 다르고 또 개개의 도시자치체가 주입법부의 동의를 얻어 권한이나 기관을 규정한 헌장을 독자적으로 작성하고 있으므로 동일한 주 안에서도 지방단체의 형태가 달라진다. 이러한 미국의 지방 제도의 성격이 지방자치의 실험을 가능케 해주고 있다.
미국의 지방제도는 영국의 전통을 계승한 것이지만 독립 이후에는 지방단체가 연방정부의 권력분립구조를 모델로 하여 집행기관과 의결기관을 분리시키고, 의결기관은 상·하 양원을 두는 2원제를 많이 택했다. 의원과 지방단체의 장 이외의 공직자도 유권자의 투표로 선출되는 경우가 많았다. 공선이 아니고 임명에 의한 공직의 인사는 선거에서 승리하는 정당의 논공행상적 인사 즉 엽관제의 인사로, 정당원의 지역활동을 이러한 공직이 그 목적이 되어 왔다.
19세기 중엽 이후 특히 남북전쟁을 계기로 해서 공업화가 급속히 진행되고 이에 따라 급격히 팽창된 도시에서는 각종 공공사업을 실시하게 되었다. 이러한 사업을 둘러싸고 시정부의 부정·부패사건이 빈번히 일어나 시정은 암흑시대를 맞이했고 이에 대응해서 19세기 말부터 20세기 초에 걸쳐 각 도시에서 시민의 조직적 개혁운동이 일어났다. 이 시민운동을 배경으로 지방자치기구의 공정성과 능률성을 향상시키기 위한 각종 개혁조치가 여러 도시에서 취해졌다. 공직자를 선출하는 선거제도에서 정당의 등록, 후보자의 지명, 투표방식과 그 관리가 개선되고 비례대표제와 선거에 정당색을 내지 않는 무당파 투표방식도 등장했다. 지방단체의 기구로는 의결기관을 양원제에서 단원제로 개편하는 동시에 의회의 권한을 제한해서 의회의 구속에서 집행기관을 해방시켜 집행기관의 장이 행정을 통괄하며 지도력을 발휘할 수 있는 형태가 일반화됐다.
그 위에 전통적인 시의회－시장형의 정부 형태 이외에 선거민이 선출한 소수의 의원이 의결 기능을 수행하는 동시에 집행부 각 부분의 장이 되는 위원회형(Commission form)과 시민이 공선한 소수의 의원으로 구성되는 의회가 정책의 기본방침을 결정하고 또 그 구체적인 집행은 의회가 임명하는 지배인에게 일임하는 시지배인형(Council manager form)도 생겼는데 중소도시의 자치체에서는 후자의 형태가 보편화되어 있다. 이와 관련해서 지방단체는 주입법부로부터 규제를 받았기 때문에 그 자주성이 약했다. 그러므로 도시자치체는 증대하는 행정기능을 계획적으로 또 종합적으로 처리하기 위해 주정부, 특히 주의회의 지방단체에 대한 통제를 제한하여 시민의 손으로 정부를 조직하기 위한 자치운동을 벌여 그 결과 자치권이 인정되게 되었다. 이러한 개혁의 일환으로 행정을 처리하는 수단과 수법도 개혁되어 20세기에 들어와서 도시를 중심으로 한 지방제도는 크게 변모하게 되었다. 그러나 주의회에서는 전통적으로 농촌출신의 의원이 다수를 차지하고 특히 대·중도시의 자치체에서 다수를 차지하는 정당과 주의회의 다수당이 다른 경우가 많으므로 도시자치체의 권한확대에는 장애가 많으며 주입법부의 통제력은 여전히 강하다. 더구나 행정기능의 증대로 인해 도시자치체는 재정적으로 주의 원조에 의존하며 주의 시책에 기대하는 바가 많으므로 점차 지방단체에 대한 연방정부의 통제는 강화되어 가고 있다.
2차대전 후 도시 특히 대도시의 인구가 교외로 이동하고, 교외의 시가지화가 진행되어 도시와 교외지역을 포괄하는 행정의 필요가 커졌다. 그러나 도시권의 확대에는 교외지역의 다수 지방단체의 반대가 있어서 그러한 행정의 실현이 어려운 상태에 있다. 특히 뉴욕의 대도시지역은 3개의 주에 걸쳐 있으므로 그 광역적인 행정처리는 보다 어려운 문제가 되고 있다. 또 대도시 내부에서는 인구의 유출과 관련해서 지구의 환경이 악화되고 슬럼화가 확대되어 가고 있으므로 그 지구의 재생을 위한 재개발이 추진되고 있다. 여기에서 연방정부의 시책과 재정보조의 비중이 높아졌으며 이 점에서도 중앙통제의 경향은 강화되고 있다. 그뿐만 아니라 2차대전 후 남부에서 이주한 흑인이 정착하는 수가 급증했기 때문에 슬럼 지구의 개량과 도시의 재개발은 흑인문제와도 얽혀 심각한 사회·정치문제가 되어 있다.

### 독일의 지방제도
독일의 지방제도는 프랑스의 그것과 마찬가지로 중앙집권적 성격의 전통이 강하다. 그러나 프랑스의 중앙통제가 시민혁명 후 봉건적 특권의 부활을 방지할 필요에서 시작된 데 반해 독일의 경우에는 시민계급의 성장이 늦었기 때문에 봉건적 특권을 충분히 배제하지 못한 채 오히려 그 특권과 연결지어진 형태로 집권적인 지방제도가 형성되어 왔다. 이 점에서 볼 때 같은 중앙집권적 제도라고는 해도 프랑스와 독일의 그것은 역사적 성격이 각기 다르다. 독일에서는 중세의 봉건사회에 자유도시가 발달했으나 도시귀족이 그 실권을 독점했기 때문에 그 자치활동은 활기를 상실하고 침체해 버렸다. 게다가 독일 특유의 영방분립의 상태로 있었으나 경찰국가적 성격이 강한 절대왕제가 강대해짐에 따라 압력을 받아 자유도시는 쇠망하고 그 자치기관은 국가의 하급관청에 가까운 지위로 변했으며 국가의 강력한 통제로 종래의 자치는 핍박하게 되었다.
1807년 나폴레옹과의 전쟁에 패배하고 위기에 직면한 프로이센을 재흥키 위해서는 그러한 강력한 관료통제에 의한 집권체제를 완화하여 시민의 자유로운 정치참여를 제도화할 필요가 있다고 인식한 슈타인(1757년-1831년)은 1808년에 우선 시정제도의 근본적인 개혁을 단행했다. 이 개혁은 중세도시에 있어서의 도시귀족의 일방적인 지배를 부정하는 내용이었다. 이 개혁의 결과 선거권은 일정한 재산상의 자격을 갖는 자에게 한정되었으나 선거민의 공선에 의한 시회와 시회가 선임하는 참사회원으로 구성되는 참사회가 도시자치체의 중심기관이 되고 도시자치체에 대한 국가의 통제는 대폭적으로 완화되었다. 이 분권적인 시제로 독일에 처음 근대적인 지방제도의 기초가 마련되었다. 그러나 슈타인의 개혁은 입헌주의를 목표로 한 것이었으나 관료주의적 군주국가를 부정하는 것이 아니라 오히려 그 보전을 위해서 위로부터 단행된 개혁이었다. 게다가 그 개혁은 국정에서 큰 비중을 차지하는 농촌의 근본적 개혁에는 전혀 미치지 못했을 뿐 아니라 오히려 농촌에 있는 종래의 특권세력을 그대로 두고 그것을 매체로 해서 관료주의적인 집권체제를 유지하려는 경향이 강해졌다. 따라서 슈타인의 제도에 대한 반대의 소리는 높았고 그 결과 이 체제의 성과도 부분적인 것에 그쳤다.
1831년의 개혁으로 슈타인 개혁의 유일한 성과였던 시정제도가 수정되어 도시자치체의 자치권이 축소되고 도시자치체에 대한 국가의 통제는 다시금 강화되었다. 그 후 1848년의 2월 혁명으로 지방단체의 독립적 지위가 인정되고 1850년에 제정된 프로이센 지방 단체법에 의해 전통적인 도시와 농촌의 지방단체 사이의 법률적 차별이 폐지되어 프로이센의 게마인데(Gemeinde)는 모두 지방단체로서 동등한 취급을 받게 되었다. 그러나 이 전통적인 도시·농촌의 차별체제 폐지에 대해서는 반대가 일어나, 1853년에는 도시와 농촌을 별도로 취급하고 슈타인 시제의 자치제도의 원칙을 취사선택하면서 지방적 특색에 적응하는 제도의 출현을 가능케 하는 개혁이 실시되었다. 이러한 과정을 거쳐 형성된 프로이센 지방제도의 구조는 상급지방단체인 프로빈츠(Provinz：한국의 도)와 하급지방단체인 게마인데 및 양자의 중간으로 크라이스(Kreis：한국의 군) 등 3단계로 나뉘어 있다.
게마인데는 시부의 슈타트(Stadt) 게마인데 외에 농촌부의 란트(Land) 게마인데로 구분되어 법률상 각각 다른 취급을 받고 있다. 1차대전에서 패한 후 바이마르 체제하에서 보통선거제의 실현, 여성참정권의 부여, 선거절차의 개정 등이 추진되어 제정에서 의회제국가로 전환된 데 따라 지방제도에도 민주적인 요소가 대폭적으로 도입되었다. 그러나 나치의 독재하에서 지방단체의 자주성은 약화되고 중앙통제가 강화되었다.
2차대전 후에는 미국·프랑스·영국·소련의 4개국이 국토를 분할 통치한 결과 각 점령국의 제도가 각각 점령지구의 지방제도의 형태에 영향을 미쳤다. 특히 동·서독으로 분할된 까닭에 양독의 지방제도는 서로 다른 형태를 갖추게 되었다. 서독은 10개의 란트로 형성되는 연방국이며 각 란트는 란트 크라이스로 나뉘고 다시 란트 크라이스는 게마인데로 나뉜다. 게마인데는 주민의 직접선거로 뽑히는 의회와 주민의 직접선거 또는 의회를 통해서 선출되는 장에 의하여 운영된다. 란트 크라이스에서는 직접 공선에 의한 의회가 최고기관이며 의회가 의원 가운데서 선출하는 위원으로 구성되는 참사회와 직접 공선 또는 의회에 의해서 선출되는 행정관리자가 행정을 담당한다. 란트 안에 베를린을 포함하는 3개 주는 동시에 시이기도 하다는 이중의 성격을 가지고 있다. 동독은 1952년에 종래의 란트 제도를 폐지하여 14개의 주와 동베를린으로 재편성하고 주 아래에 군 그 아래에 시·읍·면을 두는 3단계의 제도를 택했다. 각 단계의 지방단체는 직접 공선에 의한 의회와 의회가 임명하는 위원으로 구성된 지방평의회에 의해 운영되며 민주집중제에 의해 각 단계의 기관은 그 상위의 기관에 종속한다.

### 프랑스의 지방제도
프랑스에서는 나폴레옹의 개혁 이래 획일적인 중앙집권제도가 거의 원형으로 오늘까지 지속되고 있다. 그러나 관치적인 이러한 제도하에서 중앙정부에 대한 전통적인 저항정신이 실제로는 자치활동을 통해서 발휘되고 있다는 것이 특색이 되고 있다.
혁명 전의 봉건시대에는 유럽의 다른 나라들과 마찬가지로 개개의 도시가 봉건영주에 대항해서 자유도시의 지위를 확보하여 자치권을 행사했다. 절대군주는 도시의 이러한 해방운동을 지원함으로써 봉건영주를 견제하려 했고 도시는 도시대로 왕권의 힘을 빌려 그 자유도시로서의 지위를 공고히 하려고 했다. 그러나 왕은 그 권력이 강대해짐에 따라 오히려 자유도시에 대한 통제를 강화하려고 했다. 종래 자유도시의 자치권은 획일적이 아니고 도시와 도시 사이에 큰 차이가 있었으나 이것이 차츰 균일화되기에 이르렀다. 그리고 왕은 신하를 지방으로 파견해서 자치상황을 감시시켰는데 이 지방관의 승인 없이는 도시의 행정이 집행되지 않았으므로 도시에 대한 왕의 통제는 점차 강화되었다.
1789년 대혁명 후 앙시앵 레짐(프랑스 혁명 이전의 절대군주체제)하의 제도와 특권은 전부 폐지되고 일체의 권력은 국가에 집중되었다. 그러나 국가의 일반적 이익의 영역과는 별개의 지방적 이익의 영역 즉 지방의 자치권은 인정되었다. 이 자치권을 행사하는 단체로서 새로 설치된 것이 코뮌(Commune)이었다. 코뮌은 우리나라의 시·읍·면에 해당하는데, 그 규모의 대소를 막론하고 일률적으로 코뮌으로 인정되었다. 혁명 전에는 도시만의 특권이었던 자치권이 모든 코뮌에 인정되었다. 그러나 코뮌 이외의 지방적 이익은 일체 부정되고 혁명 전에 국가와 코뮌과의 사이에 개재하고 있던 프로뱅스(Province)가 폐지된 대신 전국이 새로 83개의 데파르트망(département)으로 구획되어 국가의 지방행정이 지방민의 선거에 의하는 기관을 통해서 실시하게 되었다.
코뮌은 자치체이나 동시에 국가행정의 최말단구획이며 따라서 코뮌의 집행기관은 상위단체기관의 감독을 받고, 상위단체의 집행기관은 국가의 감독에 복종하며 행정을 집행하는 제도였다. 국가에서부터 말단의 기관에 이르기까지 행정의 집행을 엄격한 계통적 통제하에 둔 것은 각 단체에 자치권을 인정함으로써 종래의 지방적 특권의 잔존이나 혁명으로 통일된 국가가 다수의 소국가로 분열하는 것을 방지하기 위해서였다. 그러나 그 후 차츰 중앙집권적인 경향이 짙어져 나폴레옹 독재하의 1799년의 개혁으로 지방단체의 장은 종래의 간접선거에 의해 선출되는 방식이 폐지되고 새로이 관선제도가 채용되었다. 즉 데파르트망에는 관선의 프레페(préfet)가 임명되고 코뮌에는 관선 메르(maire)가 임명된 것이다. 그리고 지방단체의 의회의 의원도 정부에 의해 임명하게 되었다. 특히 프레페는 직접 중앙정부의 명령을 받는 지방장관으로서 데파르트망 전역을 전제적으로 지배하는 권한을 누렸으므로 지방의 자치권은 완전히 소멸했다.
그 후 1870년의 7월 혁명 이후 지방분권화의 기운이 생겨 1831년에는 코뮌의 의회의 의원과 1833년에는 데파르터망의 의회 의원 다시 공선제가 되고 코뮌의 장인 메르는 중앙정부가 임명하되 그 인선의 대상은 한정되게 되었다. 1848년의 2월 혁명으로 남자 보통선거제가 실현되어 메르 및 그 대리자는 코뮌의 의회가 그 의원 가운데서 임명하게 되었다. 그리고 1871년에 데파르트망의 자치, 1884년에는 코뮌의 자치가 제도화됨으로써 현행의 지방제도의 기초가 마련되었다. 그 후 2차대전 중에는 비시 정권하에서 자치권이 대폭적으로 후퇴했으나 전후에 다시 회복되었다. 이렇게 프랑스의 자치권은 혁명 이래 정치적 변동에 따라 신장과 후퇴의 역사를 반복해 왔으나 그 기본적인 성격에는 이렇다 할 변동이 없었다. 현재 95개의 데파르트망에서는 나폴레옹 시대와 별로 다름없이 프레페가 강력한 권한을 행사하고 있다. 코뮌은 3만 8천 개가 있는데 규모가 작고 중앙의 통제가 강력하여 자치권은 약하다. 특히 재정력이 약하여 국가재정의 20%정도를 차지하는 데 불과하여 세입의 반 정도를 국고에 의존하고 있으므로 이 면에서도 국가의 통제를 많이 받는다. 그리고 코뮌의 수가 지나치게 많고 인구도 평균 300명으로 1000명 이하의 코뮌이 전체의 8할을 차지하고 있기 때문에 그 규모의 확대가 중앙정부의 큰 과제로 되어 있다. 그러나 코뮌 주민들의 반대가 심하므로 2개 또는 그 이상의 코뮌의 병합은 어렵게 보이며 오히려 대규모의 사업은 몇 개의 코뮌이 공동으로 조합을 설치해서 처리하는 경향에 있다.
중앙정부는 코뮌 대책과는 별도로 국내개발과 지역간 격차의 시정을 위해 지방제도의 재편성에 착수했다. 그 하나로 1960년에는 구태의연한 데파르트망의 권능을 보강하기 위해 2-8개의 데파르트망을 1단위로 하는 레죵(région)의 행정구역을 설치하고 전국에 21개 있는 레죵은 중심이 되는 데파르트망의 프레폐가 장으로 되며, 레죵 단위의 경제개발을 추진할 수 있게 했다.
또 1967년에는 동일 도시권에 속하는 코뮌의 협력기관을 제도화하여 도시권의 개발을 추진시키게 했다. 전국 획일적인 제도 속에서 수도 파리만은 예외로 센주의 지사가 시장을 겸하고 파리시와 센 주의 경찰권은 국가가 임명하는 경찰총장의 관할 아래 있어 왔다. 1964년에는 파리 수도권 재편성법이 제정되어 파리시는 데파르트망과 코뮌 양쪽의 성격을 갖는 특별시가 되고, 파리를 제외한 센 주는 3개의 주로 분할되었으며, 다시 종래의 센 에 오와스 주가 3개 주로 분할되고 여기에 센 에 마른 주를 더한 1시 7주로 파리 수도권이 형성되었다. 이 수도권의 프레페는 내무부장관이 임명하는 국가의 관리로 경찰을 제외한 데파르트망과 코뮌의 장을 겸하는데 파리의회의 권한이 제한되어 있으므로 강력한 권한을 누린다. 파리 시의 경찰은 내무부장관이 임명하는 경찰총장의 관할 아래 있다. 코뮌은 자치권의 제한을 받고 엄격한 중앙의 통제하에 있으나 정치적인 저항의 자세가 전통적으로 강하다. 파리시를 제외한 파리 지방의 80개 코뮌 중 반수에 가까운 숫자인 코뮌의 메르는 공산당계이다. 보수파 중에서도 파리 중심주의·중앙집권주의에 반대하는 자가 적지 않으며 관계되는 코뮌 사이에서 협의회를 만들어 국가의 경제개발계획과는 별도로 지역주민이 요망하는 사업의 계획을 수립하여 그 사항을 중앙정부에 요구하려 하는 움직임도 나타났다. 이렇게 코뮌의 자치에는 중앙집권의 제도나 정책을 무조건 받아들이지 않겠다는 저항의 자세가 반영되어 있다.

## 같이 보기
- 지방 자치